# Joël Veltman
Pour les articles homonymes, voir Veltman.
Joël Veltman, né le 15 janvier 1992 à Velsen aux Pays-Bas, est un footballeur international néerlandais, évoluant au poste de défenseur au Brighton & Hove Albion.

## Biographie

### Ajax Amsterdam
Alors qu'il est capitaine de l'Ajax Amsterdam, Joël Veltman se blesse grièvement lors d'un match d'Eredivisie contre le VVV Venlo le jeudi 19 avril 2018. Ses ligaments croisés du genou droit étant rompus, il devrait être absent de six à neuf mois.

### Brighton & Hove Albion
Transféré en août 2020 au Brighton & Hove Albion, il porte le numéro 34 en hommage à son ancien ami Abdelhak Nouri. Il joue son premier match sous ses nouvelles couleurs le 17 septembre 2020, lors d'une rencontre de coupe de la Ligue anglaise face au Portsmouth FC. Il est titularisé en défense centrale lors de cette rencontre remportée par Brighton sur le score de quatre buts à zéro.
Le 22 février 2021 il marque son premier but face à Crystal Palace malgré la défaite 1-2.

### En sélection
Le 19 novembre 2013, Joël Veltman honore sa première sélection avec l'équipe nationale des Pays-Bas, à l'occasion d'un match amical où il est titularisé face à la Colombie (0-0).

## Statistiques
| Saison                | Club                   | Championnat           | Championnat | Championnat | Coupe nationale | Coupe nationale | Coupe de la Ligue | Coupe de la Ligue | Compétition(s) continentale(s) | Compétition(s) continentale(s) | Compétition(s) continentale(s) | Autres compétitions | Autres compétitions | Autres compétitions | Total | Total |
| Saison                | Club                   | Division              | M.          | B.          | M.              | B.              | M.                | B.                | Comp.                          | M.                             | B.                             | Comp.               | M.                  | B.                  | M.    | B.    |
| 2011-2012             | Ajax Amsterdam         | Eredivisie            | -           | -           | -               | -               | -                 | -                 | C1+C3                          | -                              | -                              | SC                  | -                   | -                   | 0     | 0     |
| 2012-2013             | Ajax Amsterdam         | Eredivisie            | 7           | 0           | 3               | 0               | -                 | -                 | C1+C3                          | -                              | -                              | SC                  | -                   | -                   | 10    | 0     |
| 2013-2014             | Ajax Amsterdam         | Eredivisie            | 25          | 2           | 4               | 0               | -                 | -                 | C1+C3                          | 3+1                            | 0                              | SC                  | 1                   | 0                   | 34    | 2     |
| 2014-2015             | Ajax Amsterdam         | Eredivisie            | 25          | 4           | 1               | 0               | -                 | -                 | C1+C3                          | 5+3                            | 0                              | SC                  | -                   | -                   | 34    | 4     |
| 2015-2016             | Ajax Amsterdam         | Eredivisie            | 34          | 2           | 1               | 0               | -                 | -                 | C1+C3                          | 2+7                            | 0                              | -                   | -                   | -                   | 44    | 2     |
| 2016-2017             | Ajax Amsterdam         | Eredivisie            | 30          | 0           | -               | -               | -                 | -                 | C1+C3                          | 4+10                           | 0                              | -                   | -                   | -                   | 44    | 0     |
| 2017-2018             | Ajax Amsterdam         | Eredivisie            | 30          | 1           | 2               | 0               | -                 | -                 | C1+C3                          | 2+2                            | 0                              | -                   | -                   | -                   | 36    | 1     |
| 2018-2019             | Ajax Amsterdam         | Eredivisie            | 9           | 1           | -               | -               | -                 | -                 | C1                             | 5                              | 0                              | -                   | -                   | -                   | 14    | 1     |
| 2019-2020             | Ajax Amsterdam         | Eredivisie            | 19          | 0           | 1               | 0               | -                 | -                 | C1                             | 9                              | 0                              | SC                  | 1                   | 0                   | 30    | 0     |
| Sous-total            | Sous-total             | Sous-total            | 179         | 10          | 12              | 0               | -                 | -                 | -                              | 53                             | 0                              | -                   | 2                   | 0                   | 246   | 10    |
| 2020-2021             | Brighton & Hove Albion | Premier League        | 28          | 1           | 3               | 0               | 3                 | 0                 | -                              | -                              | -                              | -                   | -                   | -                   | 34    | 1     |
| 2021-2022             | Brighton & Hove Albion | Premier League        | 34          | 1           | 2               | 0               | 1                 | 0                 | -                              | -                              | -                              | -                   | -                   | -                   | 37    | 1     |
| 2022-2023             | Brighton & Hove Albion | Premier League        | 31          | 1           | 3               | 0               | 1                 | 0                 | -                              | -                              | -                              | -                   | -                   | -                   | 35    | 1     |
| 2023-2024             | Brighton & Hove Albion | Premier League        | 27          | 1           | -               | -               | -                 | -                 | C3                             | 5                              | 0                              | -                   | -                   | -                   | 32    | 1     |
| 2024-2025             | Brighton & Hove Albion | Premier League        | 21          | 0           | 2               | 0               | 1                 | 0                 | -                              | -                              | -                              | -                   | -                   | -                   | 24    | 0     |
| Sous-total            | Sous-total             | Sous-total            | 141         | 4           | 10              | 0               | 6                 | 0                 | -                              | 5                              | 0                              | -                   | -                   | -                   | 162   | 4     |
| Total sur la carrière | Total sur la carrière  | Total sur la carrière | 320         | 14          | 22              | 0               | 6                 | 0                 | -                              | 58                             | 0                              | -                   | 2                   | 0                   | 408   | 14    |

## Palmarès
- Champion des Pays-Bas en 2013, 2014 et 2019 avec l'Ajax Amsterdam
- Coupe des Pays-Bas en 2019 avec l'Ajax Amsterdam
- Vice-champion en 2016 et 2017 avec l'Ajax Amsterdam
- Vainqueur de la Supercoupe des Pays-Bas en 2013 avec l'Ajax Amsterdam
- Finaliste de la Ligue Europa en 2017 avec l'Ajax Amsterdam